# Brzi i žestoki 6
Brzi i žestoki 6 (eng. Fast & Furious 6) je američki akcijski film redatelja Justina Lina iz 2013. godine i ujedno šesti dio filmskog serijala Brzi i žestoki. Glavne uloge u filmu tumače protagonisti originala iz 2001.

## Radnja
Pljačka u Riu osigurala je 100 milijuna za ekipu Doma i Briana, pa su se naši junaci rasuli svijetom, ali nemogućnost povratka kući i stalni bijeg učinili su njihove živote nepotpunima. U međuvremenu Hobbs kroz 12 zemalja prati ubojite vozače plaćenike. Ispostavlja se da njihovom vođi pomaže Letty, ljubav za koju je Dom mislio da je mrtva. Zaustaviti ih se može jedino na ulici pa Hobbs poziva Doma da okupi svoj elitni tim u Londonu. Plaća? Potpuni oprost za sve kako bi se mogli vratiti kućama i ponovno biti uz svoje obitelji. O FILMU Davne 2001. godine film o ilegalnim utrkama vozača brzih automobila iz podzemlja istočnog Los Angelesa Brzi i žestoki postao je ljetni hit i pokorio kino blagajne. Peti je nastavak na dosad neviđeni način redefinirao kreativne i financijske parametre franšize, a uspon je stalan još od trećeg dijela, dok broj obožavatelja koji prate i iščekuju svaki novi film premašuje onaj bilo kojeg filmskog serijala koji se i dalje snima. Filmovi su sve ambiciozniji i lokacije sve egzotičnije, no bez gubitka onoga što je donijelo uspjeh prvom nastavku, čime su zadržali lojalnost fanova. Filmski serijal ponovno oduševljava fanove s omiljenim likovima i sjajnom pričom koja ih je vratila korijenima franšize akcijskim trilerom temeljenim na pobjedničkoj formuli koju čine novi likovi i zanimljiv razvoj priče. Dwayne Johnson je kao Luke Hobbs povisio uloge za našu skupinu antijunaka i unio novu dozu neizvjesnosti u njihove živote. U šestom dijelu sve se uzdiže na novu razinu: akcija, vratolomije, priča i emocije. Obiteljske veze, odanost, brzi automobili i prava akcija za volanom te osveta voljene osobe - sve to zacementiralo je uspjeh ovog serijala.

## Glavne uloge
- Vin Diesel
- Paul Walker
- Dwayne Johnson
- Michelle Rodriguez
- Jordana Brewster
- Tyrese Gibson
- Chris "Ludacris" Bridges
- Sung Kang
- Luke Evans
- Gina Carano
- John Ortiz

## Vanjske poveznice
- Brzi i žestoki 6 na Internet Movie Databaseu (engl.)